# Harriet Andersson
Harriet Andersson (Stoccolma, 14 febbraio 1932) è un'attrice svedese, conosciuta per essere una delle interpreti abituali di Ingmar Bergman.

## Biografia

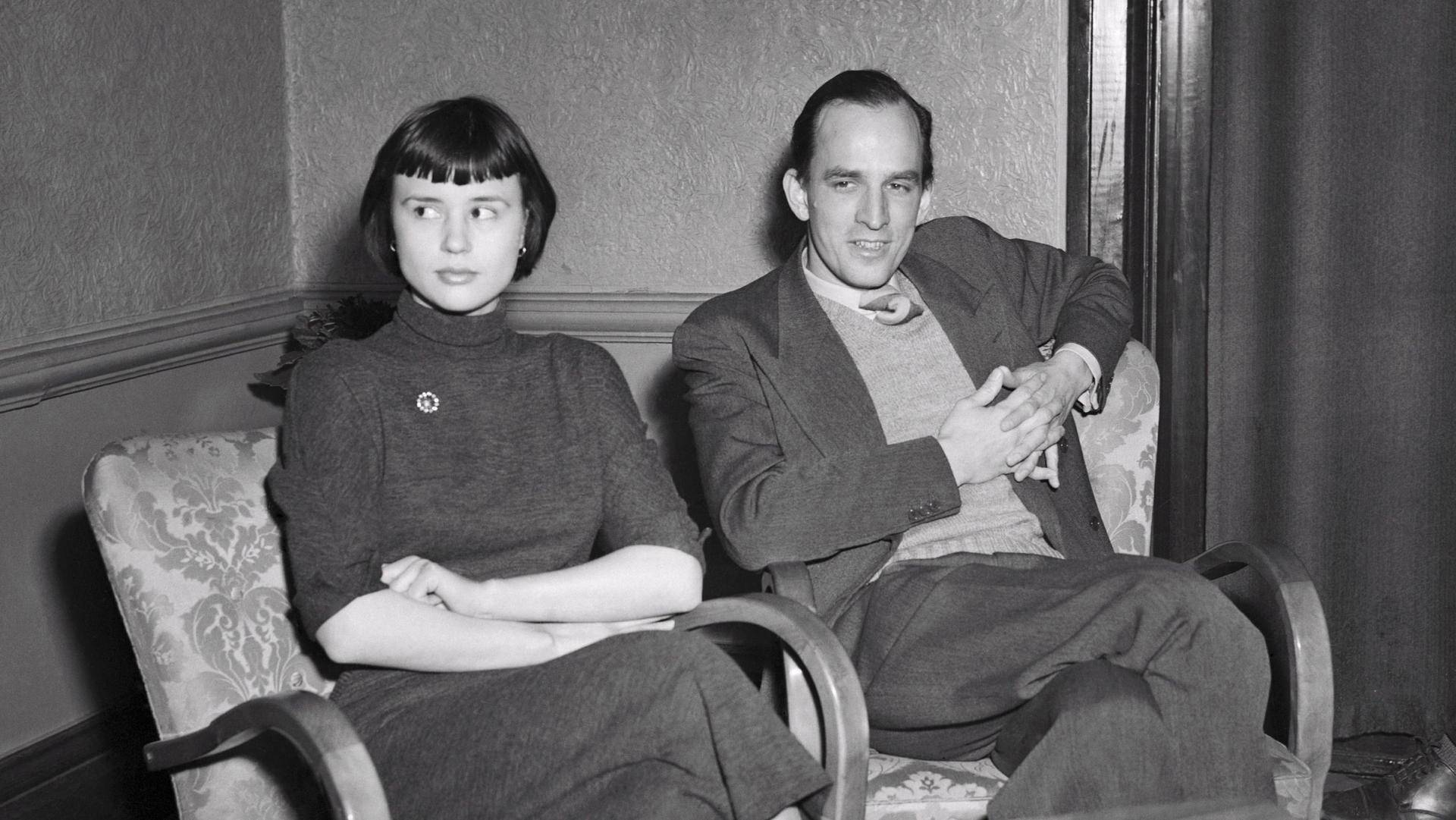
La Andersson in compagnia di Ingmar Bergman nel 1953

Alta 1,64 m, con occhi e capelli castani, la Andersson interpretò prevalentemente personaggi umili e si affermò rapidamente sullo schermo per la sua giovane, semplice e naturale sensualità. Non le piaceva truccarsi, e di lei Ingmar Bergman ebbe a dire: «Harriet Andersson è uno dei geni del cinema. Raramente, lungo gli illusori sentieri della giungla dell'industria cinematografica, è dato trovare personaggi di tale splendore».

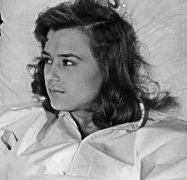
Harriet Andersson nel 1952

La Andersson incontrò Bergman all'inizio degli anni cinquanta al teatro cittadino di Malmö, quando stava lavorando come addetta all'ascensore. I due ebbero una relazione e Bergman contribuì a lanciarla nel mondo del cinema. Il ruolo che la fece conoscere in Monica e il desiderio (1952) fu scritto da Bergman su misura per lei. Nella pellicola l'attrice si fece notare anche per la scena di nudo, una delle prime nel cinema del dopoguerra. Bergman si era ispirato alla nota sequenza di vent'anni prima con Hedy Lamarr in Estasi (1933). Anche se la relazione con Bergman fu di breve durata, i due continuarono a lavorare insieme.
La Andersson apparve in molti dei film più noti del regista, come Una vampata d'amore (1953), Sorrisi di una notte d'estate (1955), Sussurri e grida (1972) e Fanny e Alexander (1982). Interpretò inoltre la parte di una schizofrenica latente in Come in uno specchio (1961), film in cui Bergman narra le azioni di quattro persone per un periodo di ventiquattro ore in una vecchia casa in una lontana isola dell'arcipelago svedese. Il pubblico rimase scosso dall'intensa rappresentazione della presenza di Dio come è vista nell'oscuro mondo di uno schizofrenico. Come altri attori abituali dei film di Bergman, anche la Andersson ebbe una carriera internazionale breve. Recitò per la prima volta in lingua inglese nel film Chiamata per il morto (1966) di Sidney Lumet, mentre la sua ultima apparizione fu in Dogville (2003) di Lars von Trier.

## Vita privata
Dal matrimonio con Bertil Wejfeldt, la Andersson nel 1960 ebbe una figlia che chiamò Petra, come il suo personaggio in Sorrisi di una notte d'estate. Negli anni sessanta ebbe una relazione con il regista finlandese Jörn Donner, che nel 1961 la diresse nel film Amare, per il quale l'attrice vinse la Coppa Volpi per la migliore interpretazione femminile nel 1964.
In un'intervista rilasciata nel 1962 a Los Angeles, la Andersson commentò la visione sbagliata negli Stati Uniti sulla diffusione dell'alcolismo in Svezia, dichiarando polemicamente: «Nella mia vita non ho mai visto tanta gente come qui che comincia la mattina con un Martini». Rifiutò di rispondere a domande riguardanti il sesso o la politica, sostenendo di non essere interessata a nessuno dei due argomenti.

## Riconoscimenti
La Andersson vinse parecchi premi compreso lo svedese "Guldbagge Awards", il premio "Amanda" al "Festival internazionale del film norvegese" ed i premi come migliore attrice alla Mostra internazionale d'arte cinematografica di Venezia nel 1964 ed al Festival cinematografico internazionale di Mosca nel 1975.

## Filmografia parziale
- Monica e il desiderio (Sommaren med Monika), regia di Ingmar Bergman (1953)
- Una vampata d'amore (Gycklarnas afton), regia di Ingmar Bergman (1953)
- Una lezione d'amore (En Lektion i kärlek), regia di Ingmar Bergman (1954)
- Sogni di donna (Kvinnodröm), regia di Ingmar Bergman (1955)
- Sorrisi di una notte d'estate (Sommarnattens leende), regia di Ingmar Bergman (1955)
- La sesta coppia fuori (Sista paret ut), regia di Alf Sjöberg (1956)
- Come in uno specchio (Såsom i en spegel), regia di Ingmar Bergman (1961)
- Amare (Att älska), regia di Jörn Donner (1961)
- A proposito di tutte queste... signore (För att inte tala om alla dessa kvinnor), regia di Ingmar Bergman (1964)
- Ormen - La frusta del sesso (Ormen), regia di Hans Abramson (1965)
- Chiamata per il morto (The Deadly Affair), regia di Sidney Lumet (1966)
- Sussurri e grida (Viskningar och rop), regia di Ingmar Bergman (1972)
- Fanny e Alexander (Fanny och Alexander), regia di Ingmar Bergman (1982)
- Il segno (De två saliga), regia di Ingmar Bergman (1986) - film TV
- Dogville, regia di Lars von Trier (2003)

## Doppiatrici italiane
Nelle versioni in italiano delle opere in cui ha recitato, Harriet Andersson è stata doppiata da:
- Rosetta Calavetta in Monica e il desiderio, Sorrisi di una notte d'estate, Come in uno specchio, A proposito di tutte queste... signore
- Maria Pia Di Meo in Una vampata d'amore, Chiamata per il morto
- Renata Marini in Una lezione d'amore
- Rita Savagnone in Sussurri e grida

## Premi e riconoscimenti
Guldbagge
1973 - Miglior attrice - Sussurri e grida
2000 - Candidatura a miglior attrice - Happy End
2009 - Premio Guldbagge onorario